# Danny Cannon
Pour les articles homonymes, voir Cannon.
Danny Cannon est un réalisateur, producteur et scénariste britannique né en 1968 à Luton (Royaume-Uni). Il est connu pour avoir réalisé Judge Dredd et plusieurs épisodes de la série télévisée  Gotham.

## Filmographie

### Comme réalisateur
- 1990 : Strangers
- 1993 : The Young Americans
- 1995 : Judge Dredd
- 1998 : Phoenix
- 1998 : Souviens-toi... l'été dernier 2 (I Still Know What You Did Last Summer)
- 2005 : Goal!
- 2010 - 2012 : Nikita (7 épisodes)
- 2012 : Alcatraz, série télévisée
- 2015 - 2019 : Gotham : (12 épisodes)

### Comme producteur
- 1995 : Boston Kickout
- 2004 : Les Experts : Miami (CSI: Miami) (coproducteur exécutif)
- 2004 : Les Experts : Manhattan (CSI: NY)
- 2015 - présent : Gotham, série télévisée

### Comme scénariste
- 1990 : Strangers
- 1993 : The Young Americans